# Šenkovec (Zagreb)
Šenkovec is een plaats in de gemeente Brdovec in de Kroatische provincie Zagreb. De plaats telt 733 inwoners (2001).